# Рилов Євген Михайлович
Євген Михайлович Рилов (рос. Евгений Михайлович Рылов, нар. 23 вересня 1996, Новотроїцьк, Росія) — російський плавець, бронзовий призер Олімпійських ігор 2016 року, чемпіон світу. 

## Біографія
Путініст, підтримав збройну агресію Росії проти України.
У грудні 2023 року самоусунувся від участі в Олімпіаді 2024 року, заявивши, що "вірить у великий російський народ" та не буде уподібнюватися "західним провокаторам".

## Результати
| Рік  | Змагання                 | Місце проведення         | 50 м на спині | 50 м на спині | 100 м на спині | 100 м на спині | 200 м на спині | 200 м на спині | 4x100 м вільним стилем | 4x100 м вільним стилем | 4x200 м вільним стилем | 4x200 м вільним стилем | 4x200 м вільним стилем, мікст | 4x200 м вільним стилем, мікст | 4x100 м комплексом | 4x100 м комплексом | 4x100 м комплексом, мікст | 4x100 м комплексом, мікст |
| Рік  | Змагання                 | Місце проведення         | Час           | Місце         | Час            | Місце          | Час            | Місце          | Час                    | Місце                  | Час                    | Місце                  | Час                           | Місце                         | Час                | Місце              | Час                       | Місце                     |
| ---- | ------------------------ | ------------------------ | ------------- | ------------- | -------------- | -------------- | -------------- | -------------- | ---------------------- | ---------------------- | ---------------------- | ---------------------- | ----------------------------- | ----------------------------- | ------------------ | ------------------ | ------------------------- | ------------------------- |
| 2014 | Юнацькі Олімпійські ігри | Нанкін, Китай            | 25.09         | 1             | 54.24          | 1              | 1:57.08        | 2              | 3:25.01                | 4                      |                        |                        |                               |                               | 3:38.02            | 1                  | 3:50.86                   | 2                         |
| 2015 | Чемпіонат світу          | Казань, Росія            |               |               | 53.23          | 7              | 1:54.60        | 3              |                        |                        |                        |                        |                               |                               | 3:30.90            | 5                  |                           |                           |
| 2016 | Олімпійські ігри         | Ріо-де-Жанейро, Бразилія |               |               | 52.74          | 6              | 1:53.97        | 3              |                        |                        |                        |                        |                               |                               | 3:31.30            | 4                  |                           |                           |
| 2017 | Чемпіонат світу          | Будапешт, Угорщина       |               |               |                |                | 1:53.61 ER     | 1              |                        |                        |                        |                        |                               |                               | 3:29.76            | 3                  |                           |                           |
| 2018 | Чемпіонат Європи         | Глазго, Велика Британія  |               |               | 52.74          | 2              | 1:53.36 ER     | 1              | 3:12.23                | 1                      |                        |                        |                               |                               | 3:33.08            | 2                  |                           |                           |
| 2019 | Чемпіонат світу          | Кванджу, Південна Корея  | 24.49         | 2             | 52.67          | 2              | 1:53.40        | 1              | 3:09.97                | 2                      |                        |                        |                               |                               | 3:28.81 NR         | 3                  | 3:40.78 NR                | 4                         |
| 2021 | Чемпіонат Європи         | Будапешт, Угорщина       |               |               | 53.51          | 8              | 1:54.46        | 1              | 3:14.50                | 1                      |                        |                        | 7:44.07                       | 3                             | 3:34.72            | 2                  |                           |                           |
| 2021 | Олімпійські ігри         | Токіо, Японія            |               |               | 51.98 ER       | 1              | 1:53.27 OR     | 1              |                        |                        | 7:01.81                | 2                      |                               |                               | 3:29.22            | 4                  | 3:42.45                   | 7                         |

## Нагороди
- Орден Дружби (11 серпня 2021 року) — за великий внесок у розвиток вітчизняного спорту, високі спортивні досягнення, волю до перемоги і цілеспрямованість, виявлені на Іграх ХХХІІ Олімпіади 2020 року в місті Токіо (Японія) [5].
- Медаль ордена «За заслуги перед Вітчизною» II ступеня (25 серпня 2016 року) — за високі спортивні досягнення на Іграх XXXI Олімпіади 2016 року в місті Ріо-де-Жанейро (Бразилія), виявлені волю до перемоги і цілеспрямованість[6].
- Медаль «За доблесть в службі» (МВД)[7]